# Andrea Aiuti
Andrea Aiuti (17. juni 1849 i Rom i Italien – 28. april 1905 i Rom) var en af den katolske kirkes kardinaler, og var tilknyttet Den romerske kurie og til det pavelige diplomati. Han arbejdede i Brasilien og Spanien, og blev derefter apostolisk delegat i Indien. Han var også sekretær for Kongregationen for troens udbredelse 1891–1893, og blev nuntius i både Bayern og og i Portugal. 
Han blev kreeret til kardinal i 1903 af Pave Leo 13..
Han deltog under konklavet 1903 som valgte Pave Pius 10..